# 51 Eridani b
51 Eridani b är en exoplanet som kretsar runt sin stjärna på ett avstånd på 13 gånger jordens och solens avstånd. Dess yttemperatur är 420 Celsius. Den är 20 miljoner år gammal.